# Niels Bohr
Niels Bohr   (Copenhaguen, 7 d'octubre de 1885 - Copenhaguen, 18 de novembre de 1962) fou un físic danès, guardonat amb el Premi Nobel de Física el 1922, un dels «pares» de la teoria quàntica.

## Biografia
Niels Henrik David Bohr va néixer a Copenhaguen, Dinamarca, el 7 d'octubre de 1885, el segon dels tres fills de Christian Bohr, professor de fisiologia a la Universitat de Copenhaguen, i la seva dona Ellen nascuda Adler, que venia d'una família de jueus adinerats. Tenia una germana gran, Jenny, i un germà petit Harald. Jenny es va fer mestra, mentre que Harald es va convertir en matemàtic i futbolista que va jugar a la selecció danesa als Jocs Olímpics d'Estiu de 1908 a Londres. Niels també era un futbolista apassionat, i els dos germans van jugar uns quants partits a l'Akademisk Boldklub (Academic Football Club) de Copenhaguen, amb Niels com a porter.

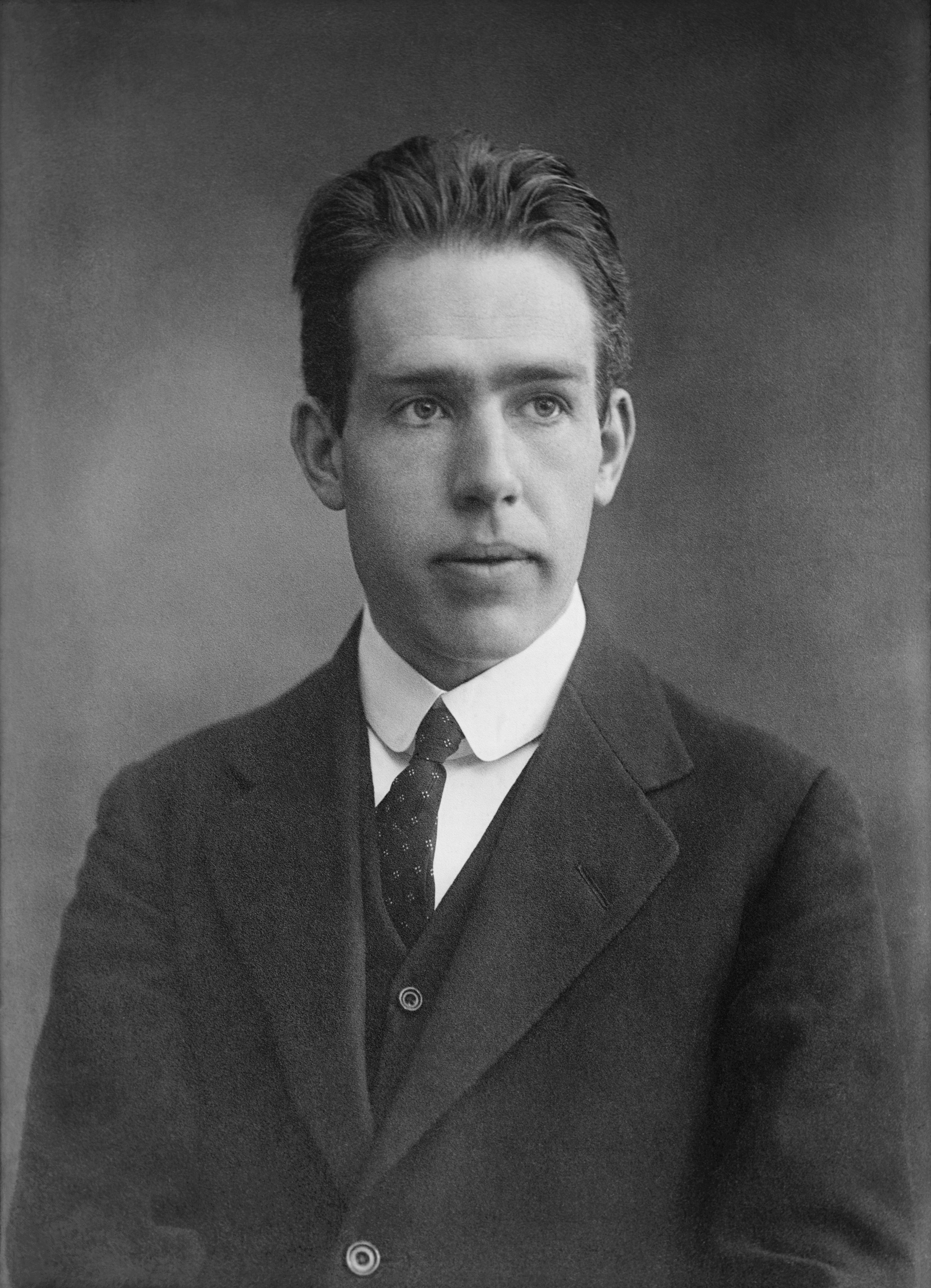
Bohr de jove

Bohr es va educar a Gammelholm Latin School, començant quan tenia set anys.
El 1903, Bohr es va matricular com a estudiant de grau a la Universitat de Copenhaguen. La seva carrera va ser la física, que va estudiar amb el professor Christian Christiansen, l'únic professor de física de la universitat en aquell moment. També va estudiar astronomia i matemàtiques amb el professor Thorvald Thiele, i filosofia amb el professor Harald Høffding, amic del seu pare.
L'any 1905 la Reial Acadèmia Danesa de Ciències i Lletres va patrocinar un concurs de medalles d'or per investigar un mètode per mesurar la tensió superficial dels líquids que havia proposat Lord Rayleigh el 1879. Això implicava mesurar la freqüència d'oscil·lació del radi d'un raig d'aigua. Bohr va dur a terme una sèrie d'experiments utilitzant el laboratori del seu pare a la universitat; la mateixa universitat no tenia laboratori de física. Per completar els seus experiments, va haver de fabricar el seu propi vidre, creant tubs d'assaig amb les seccions transversals el·líptiques requerides. Va anar més enllà de la tasca original, incorporant millores tant a la teoria de Rayleigh com al seu mètode, tenint en compte la viscositat de l'aigua i treballant amb amplituds finites en comptes de només infinitesimals. El seu assaig, que va presentar a última hora, va guanyar el premi. Més tard va presentar una versió millorada del document a la Royal Society de Londres per a la seva publicació a Philosophical Transactions of the Royal Society.
Harald es va convertir en el primer dels dos germans Bohr a obtenir un màster, que va obtenir per a matemàtiques l'abril de 1909. Niels va trigar nou mesos més a obtenir el seu sobre la teoria electrònica dels metalls, un tema assignat pel seu supervisor, Christiansen. Posteriorment, Bohr va elaborar la seva tesi de màster en la seva tesi de doctorat en filosofia. Va estudiar la literatura sobre el tema, basant-se en un model postulat per Paul Drude i elaborat per Hendrik Lorentz, en el qual es considera que els electrons d'un metall es comporten com un gas. Bohr va ampliar el model de Lorentz, però encara no va poder explicar fenòmens com l'efecte Hall, i va concloure que la teoria electrònica no podia explicar completament les propietats magnètiques dels metalls. La tesi va ser acceptada l'abril de 1911, i Bohr va dur a terme la seva defensa formal el 13 de maig. Harald s'havia doctorat l'any anterior. La tesi de Bohr va ser innovadora, però va atreure poc interès fora d'Escandinàvia perquè estava escrita en danès, un requisit de la Universitat de Copenhaguen en aquell moment. El 1921, la física holandesa Hendrika Johanna van Leeuwen derivaria de manera independent un teorema de la tesi de Bohr que avui es coneix com el teorema de Bohr-Van Leeuwen.

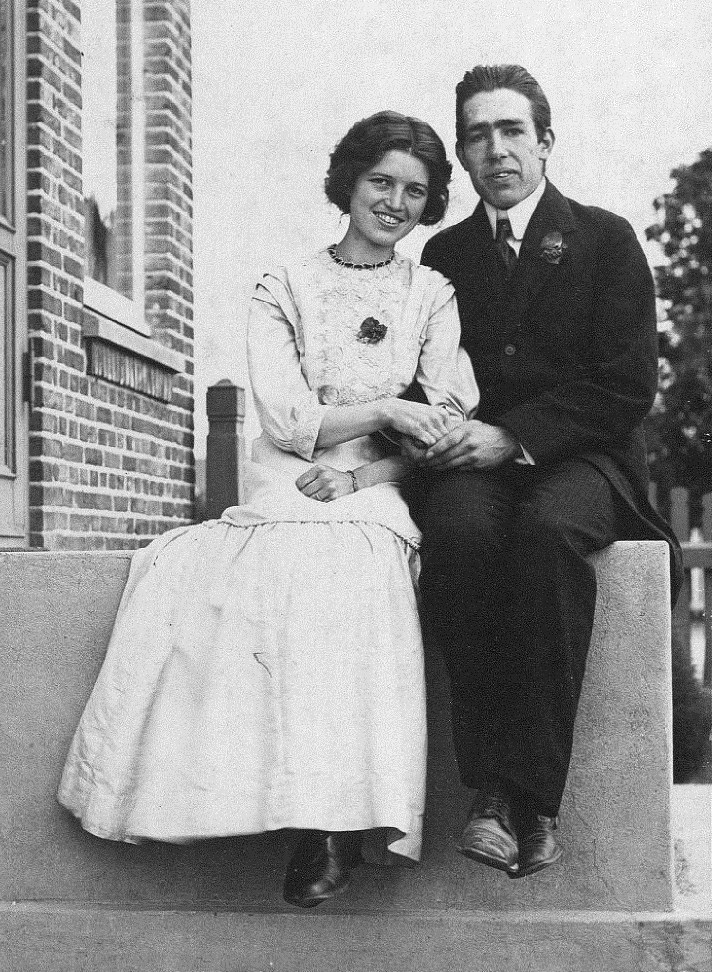
Bohr i Margrethe Nørlund en el seu compromís el 1910.

El 1910, Bohr va conèixer Margrethe Nørlund, la germana del matemàtic Niels Erik Nørlund. Bohr va renunciar a la seva pertinença a l’Església de Dinamarca el 16 d'abril de 1912, i ell i Margrethe es van casar en una cerimònia civil a l'ajuntament de Slagelse l'1 d'agost. Anys més tard, el seu germà Harald va deixar l'església de manera similar abans de casar-se. Bohr i Margrethe van tenir sis fills. El més gran, Christian, va morir en un accident de navegació el 1934, i un altre, Harald, va tenir una discapacitat mental greu. Va ser ingressat en una institució lluny de la llar de la seva família als quatre anys i va morir sis anys després d'una meningitis infantil. Aage Bohr es va convertir en un físic d'èxit, i el 1975 va rebre el premi Nobel de física, com el seu pare. Un fill d'Aage, Vilhem A. Bohr, és un científic afiliat a la Universitat de Copenhaguen i al National Institute on Aging dels EUA. Hans Bohr es va fer metge; Erik Bohr, enginyer químic; i Ernest, advocat. Com el seu oncle Harald, Ernest Bohr es va convertir en un atleta olímpic, jugant a hoquei herba per Dinamarca als Jocs Olímpics d'Estiu de 1948 a Londres.

## Recerca científica

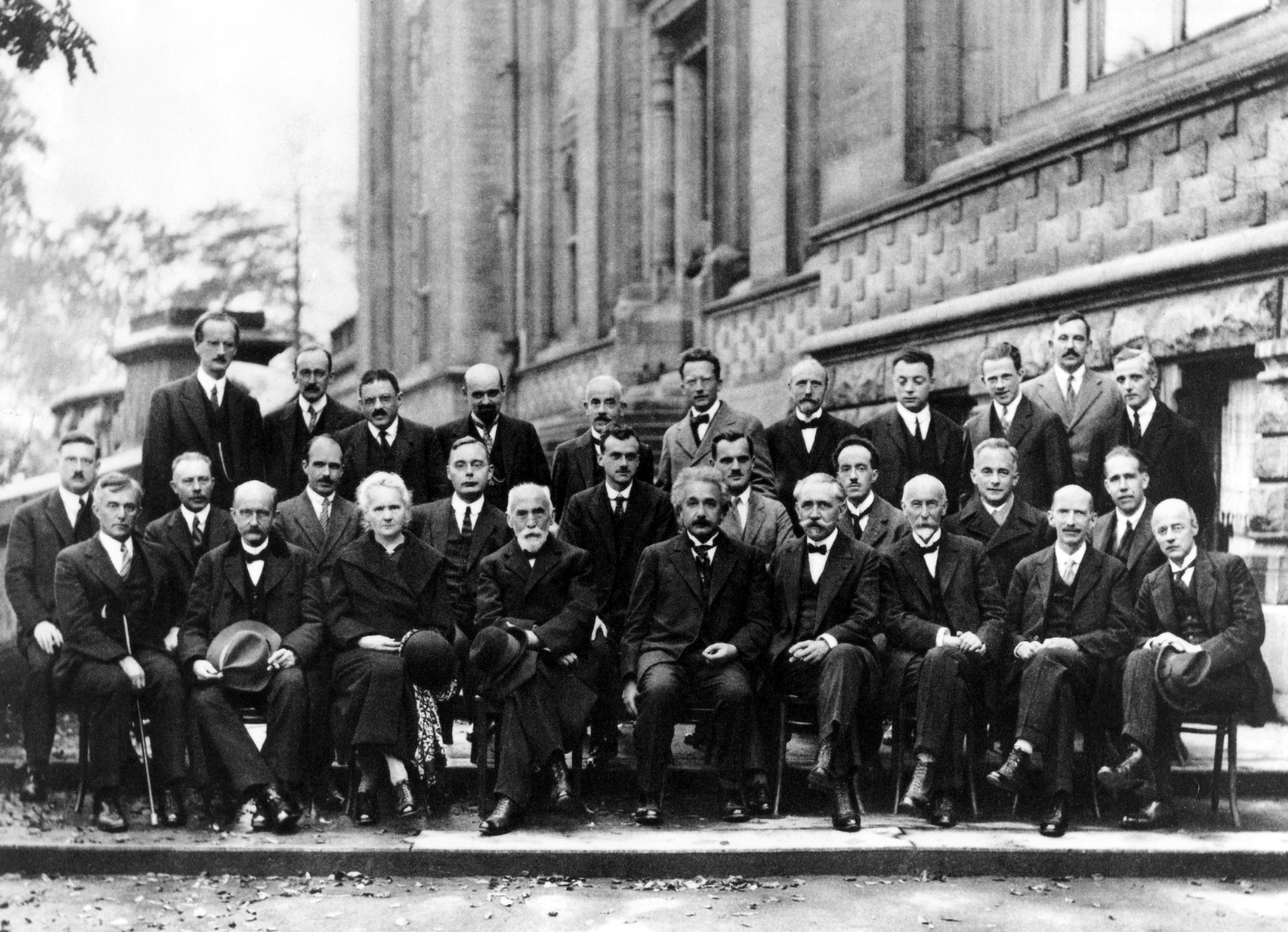
Conferència Solvay de 1927. Niels Bohr és a la segona fila, el primer per la dreta

Durant la seva estada al Laboratori Cavendish, va fer estudis basant-se en les teories del seu mestre, Ernest Rutherford. Així, va publicar el seu propi model atòmic l'any 1913, en el qual aplica la teoria de Max Planck al model planetari elaborat el 1911 per Rutherford, que permet interpretar amb rigor i precisió l'espectre de l'àtom d'hidrogen. La quantificació de l'energia que implica discontinuïtat dels possibles nivells de situació de l'electró, i la relació entre radiació emesa i el salt de l'electró entre els seus nivells quàntics són la clau per a entendre aquest àtom de Bohr.
Gràcies a aquesta teoria, les propietats dels elements químics, així com la seva periodicitat, es poden explicar tenint en compte la disposició dels electrons en els nivells quàntics d'energia al voltant del nucli. Les sèries espectrals observades són interpretades per Bohr com a salts de nivell; la freqüència de la radiació depèn del salt i, consegüentment, l'energia emesa serà més gran en la mesura que el salt sigui més gran. Els valors quantificats impliquen que no tots els estats de l'electró són possibles. En la teoria atòmica, s'anomena magnetó de Bohr la unitat del moment magnètic aplicada als salts electrònics, i equival a 0,92732·10 exp -24 J/T, valor obtingut de manera experimental.
De tornada a Dinamarca, fou nomenat professor de la Universitat de Copenhaguen l'any 1916 i director de l'Institut de Física Teòrica des del 1920. L'any 1922, fou guardonat amb el Premi Nobel de Física pels seus treballs sobre l'estructura atòmica i la radiació, i especialment per la formulació del seu propi model atòmic.
Continuant amb els seus treballs científics, Bohr va concebre el principi de la complementarietat, segons el qual els fenòmens poden analitzar-se de manera separada quan presenten propietats contradictòries. Així, per exemple, els físics, basant-se en aquest principi, van concloure que la llum presentava una dualitat ona-partícula mostrant propietats mútuament excloents segons el cas.
L'any 1933, Bohr proposà la hipòtesi de la gota líquida, teoria que permetia explicar les desintegracions nuclears i, en concret, la gran capacitat de fissió de l'isòtop d'urani 235.

## Exili forçós
Un dels més famosos estudiants de Bohr fou Werner Heisenberg, que es va convertir en líder del projecte alemany de la bomba atòmica. Durant l'ocupació nazi de Dinamarca, Bohr va romandre al seu país malgrat tenir ascendència jueva. El 1941, Bohr va rebre la visita de Heisenberg a Copenhaguen; no obstant això, no va arribar a comprendre la seva postura; Heisenberg i la majoria dels físics alemanys estaven a favor d'impedir la producció de la bomba atòmica per a usos militars, encara que desitjaven investigar les possibilitats de la tecnologia nuclear.
L'any 1943, Bohr va exiliar-se a Suècia per evitar el seu arrest, i viatjà posteriorment a Londres. Una vegada fora de perill, va donar suport als intents angloamericans per al desenvolupament d'armes atòmiques, en la creença errònia que la bomba alemanya era imminent, i va treballar a Los Álamos (EUA) en el projecte Manhattan. A partir del 1945, se centrà a persuadir el govern dels Estats Units que abandonessin la cursa armamentística.
L'any 1957, a causa de la seva militància pacifista, rebé el prestigiós premi Àtoms per la Pau. Bohr morí el 18 de novembre del 1962 a la seva residència de Copenhaguen.

## Reconeixements

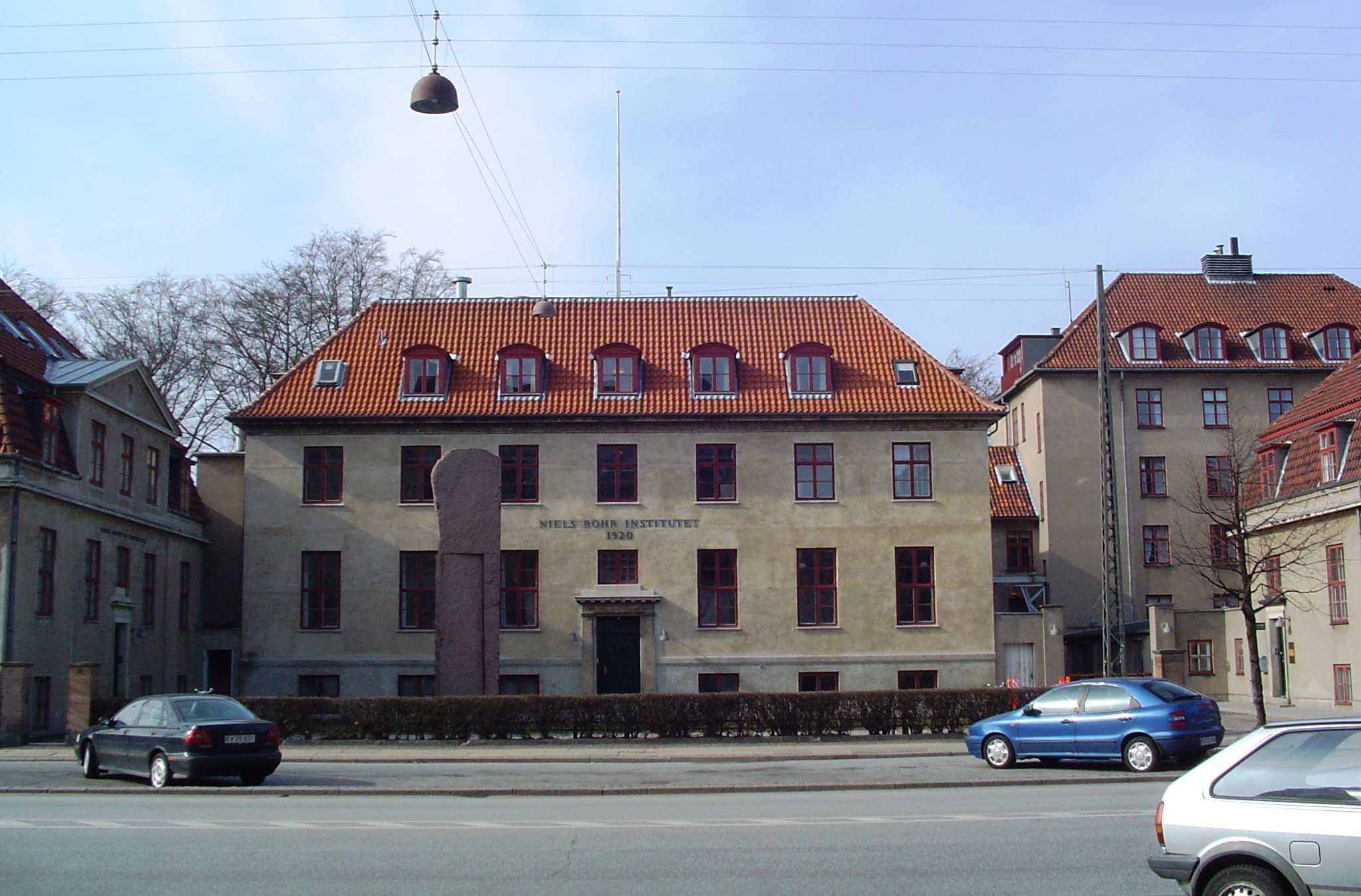
L'institut Niels Bohr a la Universitat de Copenhaguen

L'element químic Bohri (Bh) s'anomenà en el seu honor, així com l'asteroide (3948) Bohr, descobert per Poul Jensen el 15 de setembre de l'any 1985.